# Gruta de Taforalt

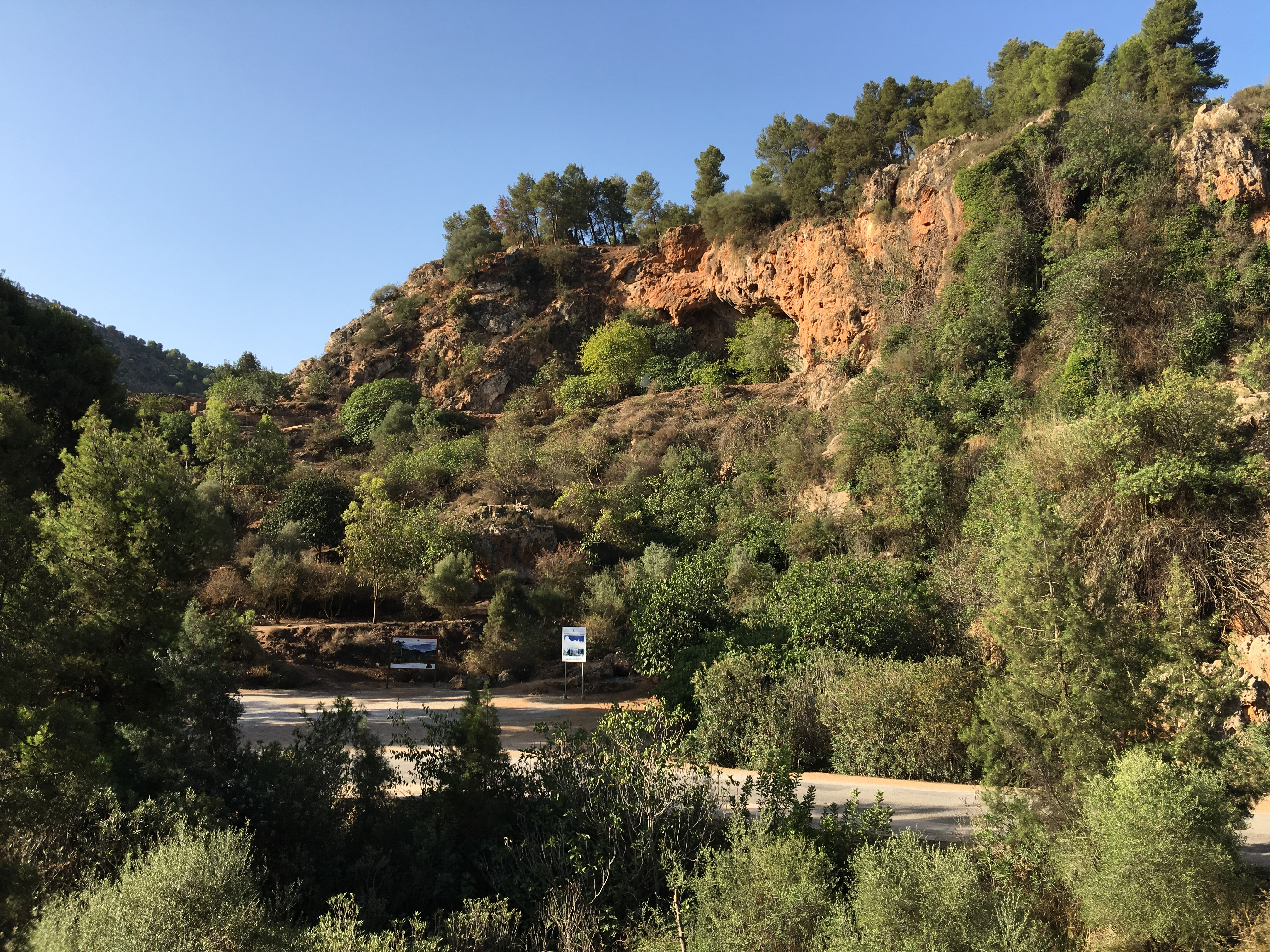
Entrada da gruta vista de baixo

A gruta de Taforalt ou de Tafoughalt, também conhecida como gruta dos Pombos (em francês: grotte des Pigeons; em árabe: مغارة تافوغالت), é um importante sítio arqueológico do Paleolítico situado no nordeste de Marrocos. Situa-se 55 km a noroeste de Ujda, no nordeste de Marrocos, perto da pequena aldeia de Taforalt (ou Tafoughalt), no maciço montanhoso dos Beni-Snassen, a 720 metros de altitude a a cerca de 40 km na costa do mar Mediterrâneo.
O sítio arqueológico foi assinalado pela primeira vez em 1908, mas só em 1944-1947 teve escavações relevantes, lideradas por Armand Ruhlmann. A estas seguiram-se as escavações do abade Jean Roche (1950–1955, 1969–1977, 1980 em colaboração com Jean-Paul Raynal). Por fim, foi escavado em 2003 por Abdeljalil Bouzouggar, do Instituto  Nacional das Ciências de Arqueologia e do Património de Rabat) e Nick Barton da Universidade de Oxford. Nenhuma das escavações revelou até agora vestígios do Neolítico. Só estão reportadas ocupações paleolíticas, tanto pelos trabalhos mais antigos como pelas investigações mais recentes.
Desde 1995 que o sítio arqueológico é candidato a Património Mundial.

## Paleolítico Médio
Segundo as escavações do abade Jean Roche, o ateriano foi precedido pelo musteriense. Mas há poucos dados disponíveis sobre as suas datas (cerca de 30 000 ap) e sobre a localização no jazigo.
As escavações recentes focaram-se na precisão do quadro estratigráfico, cronológico e paleoambiental. Tendo em conta a complexidade da estratigrafia de enchimento, a caverna começou por ser subdividida em diversos setores e seguidamente foi proposta uma interpretação do conjunto do sítio. O Paleolítico Médio é identificado sobretudo nos setores 1 e 2. A caraterística mais importante deste período corresponde a vários níveis aterianos, datando os da base de pelo menos há 82 500 anos. O topo da sequência é ainda difícil de interpretar apesar de terem sido obtidas várias datas, pois os objetos encontrados em níveis seguros apresentam caraterísticas tanto do Paleolítico Médio como do Paleolítico Superior.
Segundo os autores das investigações recentes na gruta dos Pombos em Taforalt, esta revelou o nível ateriano mais antigo de Marrocos, que contém objetos de decoração (Nassarius gibbosulus) ocres considerados como dos mais antigos do mundo, que foram datados por quatro métodos diferentes que indicaram uma idade de 82 500 anos.

## Paleolítico Superior
Segundo o abade Jean Roche, o Paleolítico Superior representado na gruta pelo ibero-maurisiano data de 21 900 ap, o que faz do sítio o mais antigo testemunho do Paleolítico Superior juntamente com o jazigo de Tamar Hat na Argélia, que perdurou até cerca de 10 800 ap.
A gruta dos Pombos foi também usada como necrópole durante um período do Paleolítico Superior. As escavações do abade Jean Roche puseram a descoberto mais de 180 esqueletos que foram estudados detalhadamente por Denise Ferembach. No nível da necrópole foi também exumado um esqueleto cujo crânio apresenta vestígios de trepanação, considerada a mais antiga do mundo. As radiografias mostraram a presença de um processo de cicratização, o que indica que o individuo sobreviveu à operação.
As fases recentes do Paleolítico Superior na gruta são claras e pouco diferem do que foi descrito pelo abade Jean Roche, mas as fases antigas são muito difíceis de interpretar e correspondem a um dos períodos mais antigos do ibero-maurisiano no Norte de África.
A identificação dos carvões vegetais (antracologia) mostra a presença de cedro na base do ibero-maurisiano e no topo da sequência da gruta.
Permamecem sem resposta várias questões acerca do musteriense, a sua relação com o ateriano e o fim deste último. Só as investigações que prosseguem na gruta podem fornecer novos elementos.